# 赣县站
赣县站位于江西省赣州市赣县区，是京九铁路的一座火车站，等级为四等站，距北京西站1835公里，距常平站480公里，本站及相邻上下行区间均为电气化区段。站址在江西省赣县江口镇。建于1996年。本站办理客货运业务。